# ويليام جيمس بيري
وليام جيمس بيري (بالإنجليزية: William James Perry)‏ (1887 - 1949)، كان رائدًا في الأنثروبولوجيا الثقافية في جامعة كوليدج بلندن. ثقافة مغليث ، حسب قوله ، كانت تنتقل إلى بقية العالم من مصر.
عادة ما يعرف باسم W.J بيري، حيث كان مؤسسس الشركة الرائدة في –
كان فرط انتشار مقنع و بتعاون مع جرافتون إليوت سميث . كان مهتمًا أيضًا بتاريخ الدين. تزوجت ابنته ، وهي كيميائية ، مارغريت ، من عالم الفسيولوجيا البارز ، البروفيسور روبرت هاركنس.

## المنشورات
- ثقافة المغليثية في إندونيسيا (1918)
- أطفال الشمس: دراسة في التاريخ المبكر للحضارة (1923) ؛ عنوان بديل:
- أطفال الشمس: دراسة عن الاستيطان المصري في المحيط الهادئ
- أصل السحر والدين (1923)
- نمو الحضارة (1924)
- الآلهة والرجال: تحقيق الخلود (1927)
- المحيط البدائي: مساهمة تمهيدية في علم النفس الاجتماعي (1935)